# Hallaren
Hallaren este o arie protejată (arie de protecție specială avifaunistică — SPA) din Suedia întinsă pe o suprafață de 163 ha, integral pe uscat.

## Localizare
Centrul sitului Hallaren este situat la coordonatele 60°04′18″N 16°42′01″E / 60.0718°N 16.7004°E.

## Înființare
Situl Hallaren a fost declarat arie de protecție specială avifaunistică în iulie 2000 pentru a proteja 6 specii de animale.

## Biodiversitate
Situată în ecoregiunea boreală, aria protejată nu include niciun habitat protejat.
La baza desemnării sitului se află mai multe specii protejate de  păsări (6): minunița (Aegolius funereus), cocoșul de mesteacăn (Bonasa bonasia), ciocănitoare neagră (Dryocopus martius), ciuvică (Glaucidium passerinum), cocoșul de mesteacăn (Tetrao tetrix tetrix),  cocoș de munte (Tetrao urogallus).